# 新株引受権
新株引受権（しんかぶひきうけけん）とは、会社が発行する株式を引き受けることができる権利。
日本の法制度では法改正により意義に変遷がみられ、法文では平成17年改正前の商法で用いられていた。現行の会社法では法文では用いられていない。

## 新株引受権（原義）
新株引受権は本来は株式会社が株式を発行する際に、その発行される株式の割当てを受ける権利をいう。新株引受権という概念は、古くから慣習により認められてきた。
現行の会社法では法文では用いられていない。しかし会社法の下でも、募集株式の割り当てを受けた場合に、新株を引き受けることができる権利のことを「新株引受権」と呼ぶことがある。

## オプション機能をもつ新株引受権
新株引受権は特にオプション機能を有するものを指す概念としても用いられ、かつての「新株引受権付社債」に係る「新株引受権」がこれに相当する。
2000年代に入り商法改正によって新株予約権制度が導入されたことにより、従来の転換社債の転換請求権、ワラント債の新株引受権、ストックオプションがまとめて「新株予約権」として再構成された。ただ、現行法上の新株予約権制度は株式を一定の条件で取得できる権利（新株予約権）を新株発行とは関係なく与えることを可能としており従来の新株引受権とは性質が異なるものとなった。
新株引受権の歴史的な変遷は次のとおり。

### 昭和56年商法改正（平成13年改正前商法）
- 以下、この節において条名が記載されている場合、特に断りが無い限り平成13年改正前商法の条名を指す。

1981年（昭和56年）の商法改正（1982年10月1日施行）により、新株引受権付社債の制度が創設され（341条ノ8以下）、さらに、1997年（平成9年）5月の商法改正（同年6月1日施行）により、ストック・オプションとして取締役や使用人に新株引受権を付与することが可能となった（280条ノ19以下）。
新株引受権付社債は、原則として取締役会決議で発行することができた（341条ノ8第2項）。ただし、分離型の新株引受権付社債（社債と分離して新株引受権のみ譲渡することが可能な新株引受権付社債）を発行する場合において、未行使の新株引受権付社債に係る株式の発行価額の総額が新株引受権付社債の総額を超えるとき（同条4項）や、株主以外の者に対して発行する場合において、それが有利発行となるときは株主総会の特別決議を要した（同条5項）。
また、ストック・オプションとして新株引受権を付与する場合、株主総会の特別決議が必要とされ（280条ノ19第2項）、発行できる新株の総数は、発行済株式総数の1割以下と規定されていた（同条3項）。また、この新株引受権は譲渡することが認められていなかった（同条5項）。

### 平成13年商法改正（平成17年改正前商法）
- 以下、この節において条名が記載されている場合、特に断りが無い限り平成17年改正前商法の条名を指す。

2001年（平成13年）11月の商法改正では、新株予約権の制度が導入されたことに伴い、新株引受権の概念も一変する。従前の、取締役及び使用人に対してのみ認められた新株引受権の制度は廃止され、誰に対してでも発行することができ、また自由に譲渡することができる新株予約権として規定されることとなった（280条ノ19）。また、新株引受権付社債についても、転換社債と併せて規定が整理され、非分離型の新株引受権付社債については、新株予約権付社債（341条ノ2以下）として規定された。他方、分離型の新株引受権付社債は、「社債と新株予約権を同時に募集するもの」であると理解されることとなり、双方の規定が同時に適用されるものとし、特別の規定は置かれなかった。
この改正により、新株引受権は、「株式会社が新株を発行する際に、株主がその新株を優先的に引き受けることができる権利」として理解されるようになった。

#### 株式譲渡制限を設けている株式会社
平成17年改正前商法においても、株式会社は、その定款により、すべての株式に譲渡制限の定めをおくことが可能であったが、新株発行の際に株主以外の者に新株が発行される場合、既存株主にとっては、もともと投下資本回収の途が制限されている上に、さらに会社に対する支配の割合が低下してしまう、という弊害が生じやすい。このため、このような会社においては、取締役会で新株発行決議を行う場合は、株主に新株引受権を与えることとし（俗に言う「株主割当増資」）、株主以外の者に新株を割り当てる場合（俗に言う「第三者割当増資」の場合）は株主総会の特別決議（有利発行の際にはその旨情報開示も要する）を要することとしていた。
新株発行の際、新株引受権を他人に譲渡できる旨定められた場合は、新株引受権証書が発行され、引受権譲渡の際にその証書を譲渡すれば第三者に対抗できるようになっていた。ただし、株主の請求があるときに限り同証書を発行するものとすることは禁止されていなかった。
なお、新株予約権または新株予約権付社債を発行する際にも、同様の規律（それぞれ「新株予約権の引受権」または「新株予約権付社債の引受権」とよばれる）に服するものとされていた。

#### 株式譲渡制限を設けていない会社
一方、譲渡制限のない会社の場合は、投下資本回収は比較的容易であるため、上記のような弊害は起こりうるものの比較的軽微であるといえる。そのため、株主に原則として新株引受権を与える、という規制はおかれていなかった。したがって、授権資本制度の範囲内で、原則として取締役会の決議のみにより第三者に対しても自由に新株を発行できたほか、株主に新株引受権を付与することも可能であった。ただし、第三者割当増資の際に有利発行を行う場合は、例外的に株主総会における情報開示および特別決議を要するものとされていた。

### 会社法
2005年（平成17年）に成立した会社法（2006年5月1日施行）では、上記の新株引受権・新株予約権の引受権・新株予約権付社債の引受権に係る証書の制度は廃止され、従来の「新株引受権」は完全に廃止された。
なお、会社法では法文では用いられていないが、先述の原義にある募集株式の発行の際に新株を引き受けることができる権利を指して「新株引受権」と呼ぶことはある。会社法でも募集株式を発行する際に「株主に株式の割当てを受ける権利を与えることができる」（会社法202条1項）として、既存株主に新株引受権を付与するのとほぼ同様の規律である株主割当ての制度が規定されている。もっとも、この「株式の割り当てを受ける権利」は、従来の法制度における新株引受権とは異なり、基準日に株主である者のみが行使できる権利であって、第三者に譲渡することはできない。